# Labé
Labé je hlavní město stejnojmenného regionu a prefektury Labé. Je také centrem geografického regionu Fouta Djallon v Guineji.
V roce 2005 zde podle odhadu žilo 110 000 lidí. Město je známé jako centrum rukodělné výroby (výroba bot, tkaní textilu), obchodu a v zemědělství je nejčastější produkce medu.
Ve městě je také letiště, a muzeum. Poblíž města se nachází i vodopády Saala a prameniště řeky Gambie.